# 592 (numero)
Cinquecentonovantadue è il numero naturale dopo il 591 e prima del 593.

## Proprietà matematiche
- È un numero pari.
- È un numero composto, con 10 divisori: 1, 2, 4, 8, 16, 37, 74, 148, 296, 592. Poiché la somma dei suoi divisori (escluso il numero stesso) è 486 < 592, è un numero difettivo.
- È un numero di Harshad nel sistema metrico decimale.
- È un numero palindromo e un numero ondulante nel sistema di numerazione posizionale a base 9 (727) e in quello a base 12 (414).
- È un numero congruente.
- È esprimibile in un solo modo come somma di due quadrati: 592 = 576 + 16 = 242 + 42.
- È un numero odioso.
- È parte delle terne pitagoriche (192, 560, 592), (444, 592, 740), (592, 1110, 1258), (592, 1305, 1433), (592, 2331, 2405), (592, 2706, 2770), (592, 5460, 5492), (592, 10944, 10960), (592, 21900, 21908), (592, 43806, 43810), (592, 87615, 87617).

## Astronomia
- 592 Bathseba è un asteroide della fascia principale del sistema solare.
- NGC 592 è una nebulosa diffusa della costellazione del Triangolo.

## Astronautica
- Cosmos 592 è un satellite artificiale russo.